# Cetturu
Cetturu (en Luxembourgeois: Schätereg/Zetteree) est un village de la haute Ardenne belge. Situé en bordure d'un cours d'eau alimentant l'Ourthe orientale le village fait administrativement partie de la commune et ville de Houffalize, en Région wallonne dans la province de Luxembourg.

## Toponymie
Du germanique "sigidrothu", de "sigidra", "laiches, Cetturu signifie aux laiches, aux cares, plantes croissant dans les milieux humides.

## Patrimoine
- L'église Saint-Sébastien. Une chapelle, bâtie en 1590 par les bons soins de Richard d'Ouren[3] ou en 1616[4] fut remplacée par l'église actuelle en 1862 sur les plans de l'architecte J.L; van de Wijgaert. C'est un édifice néo-gothique, à nef unique en moellons blanchis[5]. Ses fonts baptismaux proviennent de l'ancien sanctuaire de St-Martin[6].
- Le presbytère fut acquis en 1842.
- L'école date de 1874.